# Китаенко, Дмитрий Георгиевич
Дми́трий Гео́ргиевич Китае́нко (род. 18 августа 1940, Ленинград, СССР) — советский и российский дирижёр, педагог. Народный артист СССР (1984). Лауреат премии Ленинского комсомола (1980) и Государственной премии РСФСР им. М. И. Глинки (1988).

## Биография
Дмитрий Китаенко родился в Ленинграде, в семье учительницы и инженера. Отец, Георгий Иванович Китаенко, лауреат Сталинской премии.
В 1958 году, после окончания Хорового училища имени М. И. Глинки, поступил в Ленинградскую консерваторию на дирижёрско-хоровой факультет, в класс Е. П. Кудрявцевой. Одновременно занимался в классе оперно-симфонического дирижирования у Э. П. Грикурова. Окончив в 1963 году с отличием консерваторию, продолжил своё образование в аспирантуре Московской консерватории (отделения хорового дирижирования у А. Б. Хазанова, оперно-симфонического у Л. М. Гинзбурга, который в свое время был ассистентом дирижёра О. Клемперера).
В 1966—1967 годах стажировался в Венской академии музыки (ныне Венский университет музыки и исполнительского искусства) под руководством Ханса Сваровски и К. Эстеррайхера. Посещал семинары Г. фон Караяна.
С 1967 по 1969 год — дирижёр-стажёр Оперной студии и симфонического оркестра Музыкального училища при Московской консерватории.
С 1969 по 1996 годы преподавал на кафедре оперно-симфонического дирижирования в Московской консерватории (с 1986 — профессор).
С 1969 года — дирижёр, с 1970 по 1976 ― главный дирижёр Музыкального театра им. К. С. Станиславского и Вл. И. Немировича-Данченко. При его участии были возобновлены постановки опер «Кармен» Ж. Бизе (1969), «Катерина Измайлова» Д. Шостаковича (1972), «Богема» Дж. Пуччини (1973), балета «Золушка» С. С. Прокофьева (1971), постановки опер «Алеко» С. В. Рахманинова и «Мавра» И. Ф. Стравинского (1973) и др. Участвовал в работе режиссёра В. Фельзенштейна над постановкой оперы «Кармен» Ж. Бизе в театре «Комише опер» (1973, Берлин).
С 1976—1990 год ― главный дирижёр и художественный руководитель Академического симфонического оркестра Московской филармонии.
С 1969 года гастролирует с советскими и зарубежными симфоническими оркестрами за рубежом.
С 1990 года работает за границей. В 1990—1996 годах ― главный дирижёр симфонического оркестра Франкфуртского радио (Германия), в 1990—1998 ― Бергенского филармонического оркестра (Норвегия), 1990—2004 ― в Бернского симфонического оркестра (Швейцария), в 1999—2004 ― Симфонического оркестра Корейской Радиовещательной Корпорации (KBS) (Южная Корея).
В настоящее время проживает в Швейцарии.

## Творчество
Работает с известными музыкальным коллективами, такими как Берлинский филармонический оркестр, Венский филармонический оркестр, Саксонская государственная капелла, Лейпцигский оркестр Гевандхауза, Гюрцених-оркестр (Кёльн), Мюнхенский филармонический оркестр, симфонический оркестр Баварского радио, оркестры театров «Ла Фениче» («Венеция») и «Ла Скала», Оркестр Национальной академии Санта-Чечилия (Рим), Лондонский симфонический оркестр, оркестр Консертгебау (Амстердам), Чикагский симфонический оркестр, Бостонский симфонический оркестр, Филадельфийский оркестр и другие американские оркестры, японский Симфонический оркестр NHK (Токио) и другие. Выступает в Испании, Франции, Швейцарии, Южной Корее.
Под его управлением прозвучали: оперы «Июльское воскресенье» В. И. Рубина, «Месса ди Глория» Дж. Пуччини (1-е исполнение в СССР), сюита из балета «Невероятный флейтист» У. Пистона, «Рапсодия в блюзовых тонах» Дж. Гершвина и многое др. Осуществил в Венской опере постановки опер «Пиковая дама» П. И. Чайковского (1982) и «Борис Годунов» М. П. Мусоргского (1983).
В программе концертов — произведения П. И. Чайковского, И. С. Баха, Г. Ф. Генделя, В. А. Моцарта, И. Брамса, Р. Штрауса, С. С. Прокофьева, Т. Н. Хренникова, Г. В. Свиридова, К. Караева и др.
Обширная дискография дирижёра включает записи всех симфоний Н. А. Римского-Корсакова, А. Н. Скрябина, С. В. Рахманинова, Д. Д. Шостаковича, С. С. Прокофьева; запись оперы Н. А. Римского-Корсакова «Золотой петушок», музыку балета С. С. Прокофьева «Ромео и Джульетта», Третья симфония Т. Хренникова, «Реквием» В. П. Артёмова, 6 симфоний Х. Северуда, произведения З. Вагнера, и другие записи.

## Критика
Святослав Рихтер в своём дневнике о Д. Китаенко писал: «Китаенко — катастрофа, он спит, когда дирижирует». Эту запись он сделал после услышанного им концерта в Большом зале консерватории 9 апреля 1980 г.

## Награды и звания
- 2-я премия на первом Международном конкурсе дирижёров Г. фон Караяна (Западный Берлин, 1969)[6]
- Заслуженный артист РСФСР (13.11.1974)
- Народный артист РСФСР (26.01.1979)
- Народный артист СССР (13.12.1984)
- Орден Дружбы народов (14.11.1980)
- Кавалер ордена «За заслуги перед культурой»[рум.] в категории B «Музыка» (2009, Румыния)[7].
- Премия Ленинского комсомола (1980) — за высокое исполнительское мастерство
- Государственная премия РСФСР имени М. И. Глинки (1988) — за концертные программы 1985—1987 годов
- Международная классическая музыкальная премия ICMA «За дело всей жизни»[8]